# Bolojo
Bolojo est un style de danse et de musique  populaire africain de la communauté des Yoruba de Yewa situé dans la région occidentale de l'État d'Ogun au Nigéria et  d'autres sous-groupes yoruba étroitement lié au Pays voisin le Bénin.

## Cérémonie
La pratique de cette danse se fait souvent lors des éventements folkloriques comme les festivals, les fêtes et surtout dans les spectacles Gèlèdè.

### Artistes
La chanteuse béninoise Zeynab Habib est connue pour sa recréation populaire de la danse,.